# Jens Nemeyer
Jens Nemeyer (* 1963 in Bremerhaven) ist ein Konteradmiral der Marine der Bundeswehr und  Kommandeur Einsatzkräfte und Abteilungsleiter Operation im Marinekommando in Rostock.

## Militärische Laufbahn

### Ausbildung und erste Verwendungen
Nemeyer trat als Grundwehrdienstleistender in die Bundeswehr ein und absolvierte die Ausbildung zum Marineoffizier mit der Crew VII/84. Von 1987 bis 1988 absolvierte er eine Ausbildung zum Hubschrauberpiloten bei der Royal Navy. Nach der fliegerischen Grundschulung wurde er auf der RNAS Yeovilton weiter auf dem Muster Westland Sea King Mk.4 geschult. Anschließend wurde er zur 1. Staffel des Marinefliegergeschwaders 5 nach Kiel-Holtenau versetzt. Von 1990 bis 1992 diente er als Austauschoffizier in den Marinefliegerstaffeln 819 und 706 des Fleet Air Arm der Royal Navy. Darauf folgend wurde er als Fluglehrer und stellvertretender Staffelchef in der Trainingsstaffel des Marinefliegergeschwader 5 eingesetzt. Von 1994 bis 1996 diente Nemeyer als Wachoffizier im NATO-Hauptquartier COMNAVSOUTH in Neapel, Italien. In dieser Zeit war er auch für drei Monate in der Operation Sharp Guard eingesetzt.

### Dienst als Stabsoffizier
1996 bis 1998 absolvierte Nemeyer den 38. Admiralstabslehrgang an der Führungsakademie der Bundeswehr in Hamburg. Nach der Ausbildung zum Offizier im Generalstabsdienst übernahm er das Kommando über die 1. Staffel des Marinefliegergeschwader 5. 2000 bis 2003 wurde Nemeyer als Personalführer für Marineflieger im Personalamt der Bundeswehr in Köln eingesetzt. 2003 wurde Nemeyer Kommodore des Marinefliegergeschwader 5. Von 2005 bis 2007 arbeitete er als stellvertretender Referatsleiter in der Personalabteilung des Bundesministeriums der Verteidigung in Bonn. 2007 wurde er zu Allied Maritime Command in Northwood (Vereinigtes Königreich) versetzt, wo er als Referatsleiter für Militärkooperation, Beitritt und Integration verantwortlich war. 2009 folgte eine Verwendung als Abteilungsleiter Personal im Flottenkommando in Glücksburg. Auf diesem Dienstposten wurde er zum Kapitän zur See befördert. Von November 2011 bis März 2012 diente er als Chef des Stabes an Bord des Flaggschiffes der EU NAVFOR Somalia. Nach seiner Rückkehr wurde Nemeyer Leiter des Einsatzstabes der Einsatzflottille 1 in Kiel. 2012 bis 2014 folgte eine Verwendung als stellvertretender Chef des Stabes J3/5/7 im Einsatzführungskommando der Bundeswehr in Schwielowsee, wo er für Einsatzplanung und Einsatzanalyse zuständig war. Des Weiteren leitete er den nicht permanenten Stab für Militärische Evakuierungsoperationen. Von Juli 2014 bis Juni 2016 war Nemeyer Arbeitsbereichsleiter Personal im Büro des Generalinspekteurs der Bundeswehr im Bundesministerium der Verteidigung in Berlin.

### Dienst als Admiral
Im Juni 2016 wurde Nemeyer, unter Beförderung zum Flottillenadmiral, zum Deputy Chief of Staff Operations im Allied Maritime Command der NATO in Northwood ernannt. Im August 2019 wurde Nemeyer Nachfolger von Brigadegeneral Heinrich Tiller als Abteilungsleiter III (Personalführung Offiziere) im Bundesamt für das Personalmanagement der Bundeswehr in Köln. Am 3. September 2021 übernahm er von Wilhelm Tobias Abry als Kommandeur der Marineschule Mürwik. Diesen Dienstposten übergab er am 17. Januar 2025 an Jens Grimm. Nemeyer hatte bereits am 6. Dezember 2024 von Stephan Haisch als Kommandeur Einsatzkräfte und Abteilungsleiters Operation im Marinekommando übernommen.

## Privates
Nemeyer ist verheiratet und hat zwei Kinder.